# Fuhajl Dżallas
Fuhajl Dżallas (arab. فحيل جلاس) – wieś w Syrii, w muhafazie Idlib. W 2004 roku liczyła 791 mieszkańców.